# Arthur Poe
Arthur Poe (obvykle uváděný jednoduše jako Pan Poe) je vymyšlená postava z Řady nešťastných příhod od Lemonyho Snicketa. Pan Poe je bankéř, který spravuje záležitosti sourozenců Baudelairových. Byl krátce jejich opatrovníkem v knize Zlý začátek, ještě předtím než byli sourozenci dáni k hraběti Olafovi. Jeho neschopnost a jeho vlastní důležitost a pozice autority z něj udělaly nevšímavého člověka. Má manželku Polly a dvě děti Edgara a Alberta, ale objevují se pouze v první knize. Také má stále se opakující kašel, protože se mu vždy zdálo, že je nachlazený.